# Capulus californicus
Capulus californicus är en snäckart som beskrevs av Dall 1900. Capulus californicus ingår i släktet Capulus och familjen toppmössor. Inga underarter finns listade i Catalogue of Life.